# グランドプレーンアンテナ

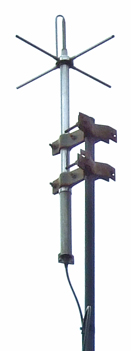
グランドプレーンアンテナ

グランドプレーンアンテナ (groundplane antenna、GPアンテナ)は、アンテナの一種である。アメリカRCA社のG.Brownが警察無線のために初めて実用化したため、ブラウンアンテナとも呼ばれる。
偏波は垂直偏波である。水平面では無指向性である事から、基地局、移動局、アマチュア局等、HFからUHFにおいて不特定の無線局間の通信用アンテナとして使用される事が多い。
1/4波長の1本の垂直エレメントと、その下部から放射状に広がる数本の1/4波長の水平の放射状（ラジアル）エレメントから成る。1/4波長接地型垂直アンテナにおける大地の代用として、放射状エレメントを設置したものと考えることができる。インピーダンスが約37 Ωの不平衡アンテナであり、50 Ω系の同軸ケーブルを用いて直接給電できる。垂直方向にはある角度で放射が最大となり、この角度を「打ち上げ角」と呼ぶ。構造が簡単で、アンテナ自身が大地面 (groundplane) に相当するエレメントを持つため、設置の自由度が高い。
実際の指向性は各放射状エレメントの方向に若干だが向いている。したがって無指向性アンテナとしての性能（水平面に対して利得のバラつきが少ないこと。無指向性アンテナであれば本来利得は全周にわたって0 dBで一定である）の良さはラジアルエレメントの数に依存する。理想は棒エレメントではなく面にしたものであるが、屋外で風雨に晒される無線アンテナでは強風時の損傷などの危険もありVHF以下ではあまり見られない。UHF以上ではよく見られ、アマチュア無線の430 MHz帯以上の自作では市販のステンレス製ボウル等の利用などもある。
その他のバリエーション（の一部）について述べる。エレメントの物理的な長さを延長コイルを用いて短縮したもの、インダクタとキャパシタの作用を利用して、いくつかの異なる周波数で共用できるものなどがある。水平エレメントを1本としたものはダイポールアンテナの中心角と向きを変えたものと解釈でき、もはや不平衡アンテナとは言えないためバランが必要となり、偏波は水平と垂直の中間になる。放射状エレメントを傾斜させて（円錐面状として）インピーダンスを50 Ωにしたものもある。さらに極端に傾斜させたアンテナが市販されているが、これは、スリーブアンテナの円筒部分を線に置き換えたものと解釈できる。UHFにおいては、垂直エレメントを多段に積み重ね、利得の向上を図ることが多い（コーリニアアレイアンテナ）。まれに、八木・宇田アンテナの放射器として使われることもある。また、数本のブラウンアンテナに位相差給電することで指向性を持たせたものもあり、八木・宇田アンテナなどとは違ってアンテナ自体を回転させなくても指向特性を変えることができる。
モービルアンテナ等では、車体に電気的に接続してアース面とするものもある。自家用車等では加工を避けたいこともあるので、電気的な接続を不要としている（アンテナ単体で動作する）ノンラジアル設計の製品もある。
アマチュア局の免許申請において、工事設計書の送信空中線の型式には、移動しない局のみ28 MHz以上では単一型、24 MHz以下では垂直型と記入する。